# ان‌جی‌سی ۵۷۷۴
ان‌جی‌سی ۵۷۷۴ (انگلیسی: NGC 5774) یک کهکشان مارپیچی میانی است که تقریباً ۷۱ میلیون سال نوری از زمین فاصله دارد و در صورت فلکی سنبله قرار دارد.